# 神秘的寵物旅館
《神秘的寵物旅館》（韓語：그랜드부다개스트），為韓國JTBC2電視台於2019年推出的綜藝節目，由安貞煥、Tony An、B.I（iKON）(2019年6月12日，由於B.I捲入吸毒爭議，節目組表示會刪減其放送分量)、劉在煥、Lena（公園少女）等人共同主持，節目主軸為藝人成為旅館的服務人員，將曾受到傷害的遺棄犬好好迎接與對待，並幫牠尋找能陪伴他一生的飼主。

## 各集內容
| 集數 | 播放日期     | 內容概要 |
| ---- | ------------ | -------- |
| 1    | 2019年6月3日 |          |

## 收視率
- 以下紀錄《神秘的寵物旅館》節目收視，收視最低的集數以藍色表示，收視最高的集數以紅色表示，而空格則表示該集的收視沒有相關數據。

| 集數 | 播出日期 | AGB尼爾森收視率 | AGB尼爾森收視率 | AGB尼爾森收視率 | AGB尼爾森收視率 |
| 集數 | 播出日期 | 大韓民國 (全國) | 排行            | 排行            | 首爾 (首都圈)   |
| 集數 | 播出日期 | 大韓民國 (全國) | 所有節目        | 綜藝節目        | 首爾 (首都圈)   |
| ---- | -------- | --------------- | --------------- | --------------- | --------------- |
| 1    | 2019/6/3 | %               |                 |                 | %               |